# Alima Boumediene-Thiery
Alima Boumediene-Thiery (n. 24 iulie 1956, Argenteuil, Franța) este un om politic francez, membru al Parlamentului European în perioada 1999-2004 din partea Franței.